# Chiesa di San Samuele
La chiesa di San Samuele è un edificio religioso di Venezia che si trova nel sestiere di San Marco.

## Storia
La chiesa fu edificata intorno all'anno 1000 dalle famiglie Boldù e Soranzo.
All'inizio del secolo XII fu distrutta da due successivi incendi e riedificata.
Fu quasi completamente ristrutturata nel 1685.
All'esterno si intravede la struttura del portico, ora chiuso, sulla sommità del quale, nel 1952, fu ricavata una loggia.
Prende il nome dal personaggio biblico Samuele perché, secondo la tradizione, al suo interno ne sono conservate le reliquie.
Secondo il Martinelli, essa ospiterebbe anche una mano di san Valentino, patrono degli innamorati, le cui reliquie sono sparse in numerose cripte e chiese d'Italia. Nel 1677 il sacerdote Iseppo Sandini fece reintitolare il preesistente altare dell'Angelo Custode a San Valentino, in occasione dell'arrivo del corpo del martire, qui deposto con solenne processione il 31 dicembre del 1677. Per tale altare venne commissionata a Giorgio Stochamer la pala San Valentino in gloria con i santi Osvaldo, Febronia e l'Angelo Custode, ivi presente.

## Descrizione

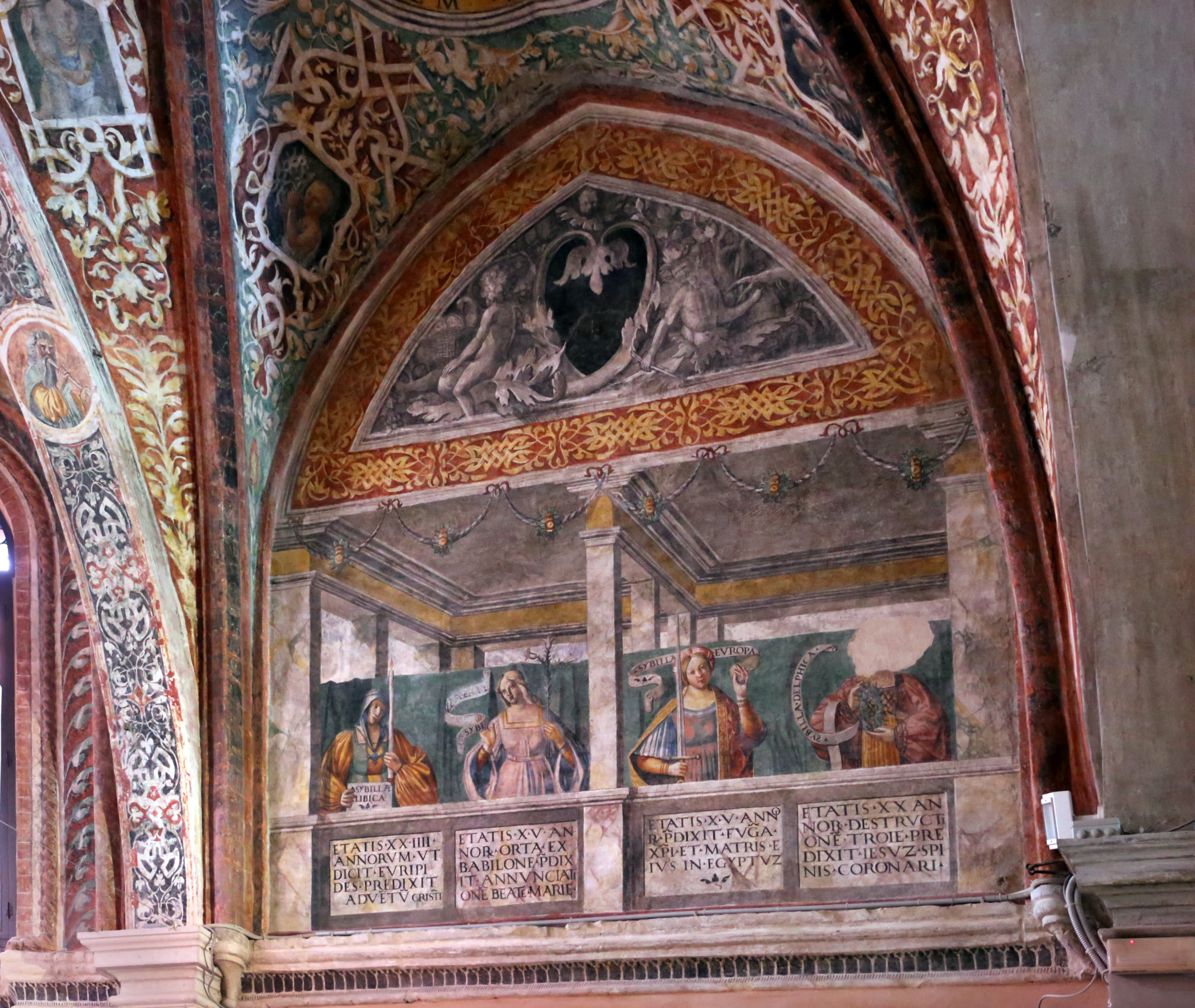
Affreschi all'interno della chiesa

La chiesa si affaccia sul campo omonimo, uno dei pochi che hanno uno sbocco diretto sul Canal Grande, a fianco di Palazzo Grassi e di Palazzo Malipiero.
All'interno, sull'altar maggiore, si trova un crocifisso trecentesco, attribuito a Paolo Veneziano.
Completa il complesso un campanile veneto-bizantino, risalente al XII secolo.